# 藤原光博
藤原 光博（ふじわら みつひろ、1962年6月8日 - ）は、日本のお笑いタレント、俳優、YouTuberであり、吉本興業に所属するお笑いコンビ・リットン調査団の1人。
大阪府出身。吉本興業所属。

## 略歴・エピソード
桃山学院大学に在学中、学生プロレスの活動がきっかけとなり、後の相方となる水野透と出会う。先に卒業していた水野にお笑いの世界に誘われ、コンビ結成。
小学生時代の趣味が板の木目をじっと見つめて寸評する事、ウィンナーソーセージの分け方で妻に逃げられたり（「一杯のかけそば」ならぬ「六本のソーセージ」という感動秘話）、バイト先ではあまりの働きの良さにシャッターの鍵を任され、社内報にまで載ってしまう、重役会議に呼ばれるなど、さまざまな逸話を持つ。
東京スケベ協会というユニットを組み、イベントも開催している。藤原は会長であり、シャンプーハットの小出水が関西支部長である。
2007年2月7日放送の『ダウンタウンのガキの使いやあらへんで!!』の若手ネタ見せ企画、「山-1グランプリ」において、相方の水野透と共に登場。貴乃花の相撲名場面を1人で再現するが、放送ではカットされてしまった。
『プロの半笑い』（ヨシモトファンダンゴTV）の1コーナー「エロギリ」に出演した際は、出演者から「キング」と呼ばれた。

## 出演

### テレビドラマ
- ウソコイ 第8話（2001年、カンテレ） - 入国管理局の監視員 役
- あなたの人生お運びします! 第8話（2003年、TBS） - 引っ越しのカサイ 役
- 検事・鬼島平八郎 第3話（2010年、朝日放送・テレビ朝日） - 下着泥棒 役
- 鈴子の恋 第24話、第25話（2012年、東海テレビ） - 柊竹団治 役
- スナーク狩り（2012年、朝日放送） - 医者 役
- プラチナタウン 第2話（2012年、WOWOW） - 東光物産 本部長 役
- 赤川次郎原作 毒<ポイズン> 第3話（2012年、読売テレビ） - 焼き鳥店の客 役
- お助け屋☆陣八 第8話（2013年、テレビ東京） - 急患の親 役
- 浅草下町通交番 子連れ巡査の捜査日誌（2013年、テレビ東京） - 水口食堂の客 役
- 新・ミナミの帝王（2014年、読売テレビ） - 留置担当官 役
- 慰謝料弁護士〜あなたの涙、お金に変えましょう〜 第1話、第11話（2014年、読売テレビ） - 植木 役
- 西村京太郎サスペンス十津川捜査班8 十津川警部「家族」（2014年、フジテレビ） - 相原公介 役
- 土曜ワイド劇場 犯罪心理学教授・兼坂守の捜査ファイル1（2014年、朝日放送） - 菊池忠彦 役
- 碧の海〜LONG SUMMER〜 第10話-第44話（2014年、東海テレビ） - 知念 役
- 財務捜査官 雨宮瑠璃子8（2014年、TBS） - 借金取立人 役
- 獣医さん、事件ですよ 第5話（2014年、読売テレビ） - 生徒の親（青果店員） 役
- 五つ星ツーリスト〜最高の旅、ご案内します!!〜 第6話（2015年、読売テレビ） - 清水幸作 役
- 太鼓持ちの達人〜正しい××のほめ方〜 第9話（2015年、テレビ東京） - 小判座芽太 役
- 別れたら好きな人（2015年、東海テレビ） - 山田部長 役
- マネーの天使〜あなたのお金、取り戻します!〜 第7話（2016年、読売テレビ） - マネー樋口 役
- 警視庁捜査一課9係 season11 第3話（2016年、テレビ朝日） - 山岡刑事 役
- 昼のセント酒 第八湯（2016年、テレビ東京）
- 佐々木譲サスペンス『制服捜査３』（2016年、TBS） - 佐久間 町議会議員 役
- 増山超能力師事務所 第3話（2017年、読売テレビ） - ラーメン屋の店員 役[1]
- 僕たちがやりました 第3話（2017年、カンテレ） - 青木那津邦 役
- 恋のツキ 第12話（2018年、テレビ東京） - スナックの客 役
- ノーサイド・ゲーム（2019年、TBS） - 新堂智也 役
- 10の秘密（2020年、カンテレ） - 石川照男 役
- 真夏の少年〜19452020 第3話、第6話（2020年、テレビ朝日） - 富室町商店街組合長 佐山 役
- 極主夫道 第7話（2020年、読売テレビ） - 渡瀬光輝 警部（江田島の上司） 役
- バイプレイヤーズ ～名脇役の森の100日間～ 第1話（2021年、テレビ東京） - 九能内閣関係者 役
- 京阪沿線物語〜古民家民泊きずな屋へようこそ 第4話（2021年、テレビ大阪・キュー・テック） - 三船禄郎 役
- 警視庁アウトサイダー 第1話（2023年、テレビ朝日） - 八百屋 役
- しょうもない僕らの恋愛論 第3話、第7話、第10話（2023年、読売テレビ） - 南耕一郎 役
- テレビとはあついものなり〜放送70年TV創世記〜（2023年、NHK）
- 青空との約束 ～味の素冷凍食品の果てなき挑戦～ 前編・後編（2023年、BSよしもと） - 関東工場 工場長 殿山大二 役
- めぐる未来（2024年、読売テレビ） - 周防進太郎 役[2]
- 桃色探訪〜伝説の風俗〜 第15弾 神田編（2024年、チャンネルNECO） - 居酒屋の店主 役

### Web配信
- 野武士のグルメ 第1話（2017年、Netflix） - 御食事あおき 料理人 役
- 瑠璃とカラス（2022年、Hulu）
- ショートムービー『わたしのまんなか』（2024年、渋川市公式チャンネル(YouTube) ） - 香澄の父 役

### CM
- 日本テレコム
- ファミリーマート

### 映画
- 明日があるさ THE MOVIE（2002年）
- カチコミ刑事 オンドリャー! 大捜査線 心斎橋を封鎖せよ（2006年） - 課長 役
- 桜と印籠（2008年）
- バスジャック（2014年） - 佐藤忠志（バスの運転手） 役
- 新・SとM episode4（2014年） - 佐伯 役
- 海辺の週刊大衆（2017年） - 学校の用務員 役
- 饗（おもてなし）（2018年）
- ザ・ファブル（2019年） - 工場長 江阪 役
- 生理ちゃん（2019年） - 渋谷誠 役
- iso/lation（2021年） - 太一の同級生 役
- 今はちょっと、ついてないだけ（2022年）
- YARIMAN HUNTER（2022年11月25日公開、企画・原案:横須賀歌麻呂） - R-18指定[3][4][5]
- 有り、触れた、未来（2023年） - 親戚の叔父さん 役
- 団地の怪 第一部（2024年）

### オリジナルビデオ
- 裏ゼニ学 2巻（2001年）
- 日本統一 シリーズ - 広川観光グループ HIROホテルチェーン 常務 秋葉 役
  - 日本統一42（2020年）
  - 日本統一43（2021年）

### インターネット番組
- 街録ch〜あなたの人生、教えて下さい〜（2021年、YouTube）